# Luis Bonilla
Luis Diego Bonilla (Los Angeles, 12 oktober 1965) is een Amerikaanse jazzzanger, -componist, producent en docent van Costaricaanse afkomst. 

## Biografie

### Het vroege leven, muzikale opvoeding en invloeden
Luis Bonilla is geboren en getogen in Eagle Rock, Californië, uit ouders die vanuit Costa Rica naar de Verenigde Staten waren geëmigreerd. Hij maakte kennis met muziek en jazz tijdens zijn studie aan de Eagle Rock High School in Los Angeles. Bonilla werd ingeschreven in een koperblazersklas (in de overtuiging dat het een metaalbewerkingsklas was), maar ontdekte al spoedig dat hij trombone leerde spelen. Op de Eagle Rock High School studeerde hij bij trompettist John Rinaldo in een gerenommeerd, bekroond muziek- en jazzprogramma, dat musici als Roger Ingram, Carlos Vega en Art Velasco heeft voortgebracht. Gedurende deze tijd werd hij sterk beïnvloed door het spel en de opnamen van de legendarische trombonist Carl Fontana.
Na zijn afstuderen aan de Eagle Rock High School studeerde hij muziek aan de California State University in Los Angeles, waar hij een bachelordiploma in muziek behaalde. Tijdens zijn tijd bij C.S.U.L.A. was hij lid van zowel de #1 bigband als het topjazzkwintet en behaalde de hoogste eer op het West Coast Collegiate Jazz Festival. Bonilla nam op op vijf opmerkelijke opnamen met de C.S.U.L.A. bigband als solist en was bezig met arrangeren voor een van die lp's. Hij studeerde in Los Angeles bij Don Raffell, Roy Main, David Caffey en voormalig Stan Kenton-trombonist/producent Bob Curnow. Toen hij later naar New York verhuisde, behaalde hij een masterdiploma in Jazz Performance and Composition aan de Manhattan School of Music.

### Verhuizing naar New York en professionele carrière
Bonilla verhuisde in 1989 naar New York, in de hoop te spelen met een van zijn muzikale helden, drummer Art Blakey. Bonilla kwam uiteindelijk terecht bij Lester Bowie als trombonist van de band en bleef inspiratie putten uit Bowie met wie hij toerde en veel opnamen maakte. Bonilla noemt Bowie zijn 'vader weg van huis', van wie hij veel heeft geleerd over muziek en het creatieve proces. Hij voorzag in zijn levensonderhoud als sessiemuzikant en als sideman, die optrad met McCoy Tyner, Dizzy Gillespie, Tom Harrell, Freddie Hubbard, Astrud Gilberto, Willie Colón en Toshiko Akiyoshi. Hij heeft zijn veelzijdigheid als muzikant aangetoond door te werken en op te nemen met artiesten als Tito Nieves, Phil Collins, Tony Bennett, Alejandro Sanz, Diana Ross, Marc Anthony, La India en Mary J. Blige.
Hij was lid van de Mingus Big Band en het Jazz at Lincoln Center Afro Cuban Jazz Orchestra. Hij heeft ook uitgebreid getoerd en opgenomen met Dave Douglas. Met name was hij 19 jaar (1999-2018) de 2e trombonist (jazzstoel) voor het Vanguard Jazz Orchestra. In februari 2009 ontving hij twee Grammy Awards met het Vanguard Jazz Orchestra en speelde hij bij het Afro Latin Jazz Orchestra. Beide bands hebben met Bonilla talloze onderscheidingen gewonnen als onderdeel van die ensembles en als solist. Hij toonde zijn veelzijdigheid als trombone-artiest en trad in 2010 op als klassiek solist op The Chamber Wind Music van Jack Cooper en als jazzsolist op de grote ensemble-opname Coming Through Slaughter - The Bolden Legend (SkyDeck). Hij was in 2014 de belangrijkste producent en trombonist van de cd Mists: Charles Ives for Jazz Orchestra (Planet Arts, 2014), die internationale bekendheid oogstte.

### Eer en erkenning
Luis Bonilla is de winnaar van de Rising Star-onderscheiding van DownBeat magazine in 2010 en 2011. Als tromboneartiest werd hij in 2012 geplaatst op de Downbeat Readers Poll.

## Onderwijs
Luis Bonilla heeft onderwezen aan de Manhattan School of Music, de Temple University en het New England Conservatory. Sinds 2013 is Bonilla muzikaal leider van het JM Jazz World International Youth Jazz Orchestra, dat door vele delen van Europa toert. Hij was gastartiest en clinicus op tal van hogescholen en muziekscholen in de Verenigde Staten en internationaal, waaronder de University of Memphis, University of Northern Iowa, Riverside City College, University of Wellington (Nieuw-Zeeland) en nog veel meer. Hij doceerde aan de Universität für Musik und darstellende Kunst Graz, Oostenrijk.

## Grammy Awards als sideman
| Jaar | Grammy categorie                             | Album of Single                                   | Primair artist/group                              | Label               | Rol                                      | Eer         |
| ---- | -------------------------------------------- | ------------------------------------------------- | ------------------------------------------------- | ------------------- | ---------------------------------------- | ----------- |
| 2002 | Best instrumental Jazz Performance, Big Band | Can I Persuade You? (album)                       | Vanguard Jazz Orchestra                           | Planet Arts Records | trombone/instrumentalist op alle nummers | Genomineerd |
| 2003 | Best instrumental Jazz Performance, Big Band | New York, New Sound (album)                       | Gerald Wilson Orchestra                           | Mack Avenue Records | trombone/instrumentalist op alle nummers | Genomineerd |
| 2004 | Best instrumental Jazz Performance, Big Band | The Way: Music Of Slide Hampton (album)           | Vanguard Jazz Orchestra                           | Planet Arts         | trombone/instrumentalist op alle nummers | Genomineerd |
| 2006 | Best instrumental Jazz Performance, Big Band | Up From The Skies - Music Of Jim McNeely (album)  | Vanguard Jazz Orchestra                           | Planet Arts         | trombone/instrumentalist op alle nummers | Genomineerd |
| 2008 | Best instrumental Jazz Performance, Big Band | Monday Night Live At The Village Vanguard (album) | Vanguard Jazz Orchestra                           | Planet Arts         | trombone/instrumentalist op alle nummers | Gewonnen    |
| 2008 | Best Latin Jazz Album                        | Song For Chico (album)                            | Arturo O'Farrill en het Afro-Latin Jazz Orchestra | Zoho                | trombone/instrumentalist op alle nummers | Gewonnen    |
| 2011 | Best instrumental Jazz Performance, Big Band | Legacy (album)                                    | Gerald Wilson Orchestra                           | Mack Avenue Records | trombone/instrumentalist op alle nummers | Genomineerd |
| 2014 | Best instrumental Jazz Performance, Big Band | OverTime: Music Of Bob Brookmeyer (album)         | Vanguard Jazz Orchestra                           | Planet Arts Records | trombone/instrumentalist op alle nummers | Genomineerd |

## Discografie

### Als leader
- 1991: Pasos Gigantes (Candid)
- 2000: Escucha! (Candid)
- 2005: Trombonilla (Now Jazz Consortium)
- 2009: I Talking Now! (Planet Arts)
- 2011: Twilight (Planet Arts)

### Als sideman
Met Africando
- 2000: Mandali (Stern's Africa)
- 2003: Martina (Stern's Africa)
- 2006: Ketukuba (Stern's Africa)

Met Lester Bowie
- 1992: The Fire This Time (In+Out)
- 1998: The Odyssey of Funk & Popular Music (Atlantic)

Met Dave Douglas
- 2009: Spirit Moves (Greenleaf Music)
- 2011: United Front: Brass Ecstasy at Newport (Greenleaf)
- 2011: Rare Metal (Greenleaf)

Met George Gruntz
- 1999: Liebermann (TCB)
- 1999: Merryteria (TCB)
- 2000: Expo Triangle (MGB)
- 2001: Global Excellence (TCB)
- 2006: Tiger by the Tail (TCB)

Met het Vanguard Jazz Orchestra
- 2001: Can I Persuade You? (Planet Arts)
- 2004: The Way (Planet Arts)
- 2006: Up from the Skies (Planet Arts)
- 2008: Monday Night Live at the Village Vanguard (Planet Arts)
- 2011: Forever Lasting: Live in Tokyo (Planet Arts)
- 2014: Overtime Music of Bob Brookmeyer (Planet Arts)

Met Gerald Wilson
- 1989: Jenna (Discovery Records)
- 2003: New York, New Sound (Mack Avenue Records)
- 2005: In My Time (Mack Avenue)
- 2007: Monterey Moods (Mack Avenue)
- 2009: Detroit (Mack Avenue)
- 2011: Legacy (Mack Avenue)

Met anderen
- 1992: Raulín Rosendo, Que Se Cuiden Los Soneros! (Day Dance)
- 1993: Marc Anthony, Otra Nota (Sony)
- 1993: The Skatalites, Ska Voovee (Shanachie)
- 1994: La India, Dicen Que Soy (Sony)
- 1994: Toshiko Akiyoshi,  Desert Lady/Fantasy (Columbia)
- 1995: Gerry Mulligan, Dragonfly (Telarc)
- 1996: Billy Childs, The Child Within (Shanachie)
- 1997: Brian Lynch, Spheres of Influence (Sharp Nine)
- 1998: Hector Martignon, The Foreign Affair (Candid)
- 1998: Pamela Fleming, Fearless Dreamer (Infinite Room)
- 1998: Toshiko Akiyoshi, Monopoly Game (Novus J)
- 1999: Paquito D'Rivera, Tropicana Nights (Chesky)
- 2000: Alvaro Lopez, Suenos (One Voice Music)
- 2001: Freddie Hubbard, New Colors (Hip Bop)
- 2002: Astrud Gilberto, Jungle (Magya)
- 2003: Louie Vega, Elements of Life (Cutting Edge)
- 2003: Tom Harrell, Wise Children (Bluebird)
- 2004: Damian Drăghici, Damian's Fire (EMI)
- 2005: Arturo O'Farrill, Una Noche Inolvidable (Palmetto)
- 2006: Donny McCaslin, Soar (Sunnyside)
- 2007: Louie Vega, One Dream (Vega)
- 2008: Adam Green, Sixes & Sevens (Rough Trade)
- 2008: Willie Colón, Prisioneros Del Mambo (Lone Wolf)
- 2008: Arturo O'Farrill, Song for Chico (Zoho)
- 2009: Bebo Valdés, Suite Cubana (Calle 54)
- 2010: Dom Salvador, The Art of Samba Jazz (Salmarsi)
- 2010: Jack Cooper, The Chamber Wind Music of Jack Cooper (Centaur)
- 2014: Jack Cooper, Mists: Charles Ives for Jazz Orchestra (Planet Arts)
- 2016: Ken Schaphorst, How to Say Goodbye (JCA)
- 2016: Hector Martignon, The Big Band Theory (Zoho)
- 2020: Gloria Estefan, Brazil 305 (Sony)

## DVD, films, televisie
- 1988: Man Against the Mob (tv-film, NBC)
- 1993: The Great Skatalites:Ska Explosion'92 (VHS, Tokuma Japan Communications Co., Ltd.)
- 2001: Unplugged (tv-series met Alejandro Sanz, MTV)
- 2006: Jazz club, el sonido del bajo centro (tv-series, Canal 22 Televisión Metropolitana)
- 2010: Chico & Rita (film, Gkids)

- Bibliothèque nationale de France: cb13944359d (data)
- International Standard Name Identifier: 0000 0000 0881 0658
- Library of Congress Control Number: no2006015649
- MusicBrainz: 6898c847-dd8f-4c45-abf1-b6ec6ebbab38
- Système universitaire de documentation: 161522165
- Virtual International Authority File: 201705
- WorldCat: E39PBJxCtpkbTv3KJxX49kYkjC